# Максим Адрианопольский
Максим Адрианопольский (род. Маркианополь — ум. 310, Адрианополис, Римская империя) — святой, мученик, пострадавший в Адрианополисе (в настоящее время на территории Турции) в период гонений на христиан со стороны римского императора Максимиана Галерия.
Дни памяти в православии — 19 февраля (3 марта) в високосный год или 19 февраля (4 марта) в невисокосные годы и 15 (28) сентября.
День памяти в католицизме — 15 сентября.

## История
Родился во второй половине III века в Маркианополисе в аристократической семье. Вместе с другой знатной жительницей Асклиадой (Асклипиодотой) принял христианство, став примером благочестивой жизни и проповеди Евангелия среди горожан-язычников, многие из которых последовали их примеру, поверив во Христа и приняв Крещение.
В 310 году, в период гонений на христиан, воздвигнутых в правление императора Максимиана Галерия, Максим и Асклиада (Асклипиодота) были схвачены по приказу губернатора Фракии Тириса, вынуждавшего их под пытками отказаться от христианской веры.
За узников вступился другой житель Маркианополиса — Феодот, который также по распоряжению губернатора Тириса был подвергнут жестоким истязаниям, а позднее заключён в тюрьме вместе с Максимом и Асклиадой.
Предприняв путешествие в Адрианополис, губернатор Тирис взял заключённых с собой, где принародно подверг узников ещё большим мучениям, но не достигнув желаемого, приказал обезглавить Максима, Феодота и Асклиаду в местечке Салтис близ города Филиппополиса.
Согласно устному преданию, вскоре после умершвления мучеников, сам губернатор Тирис погиб от попадания молнии, поразившей его прямо на судейском месте.